# クルルクベド
座標: 北緯7度02分 東経134度15分 / 北緯7.033度 東経134.250度

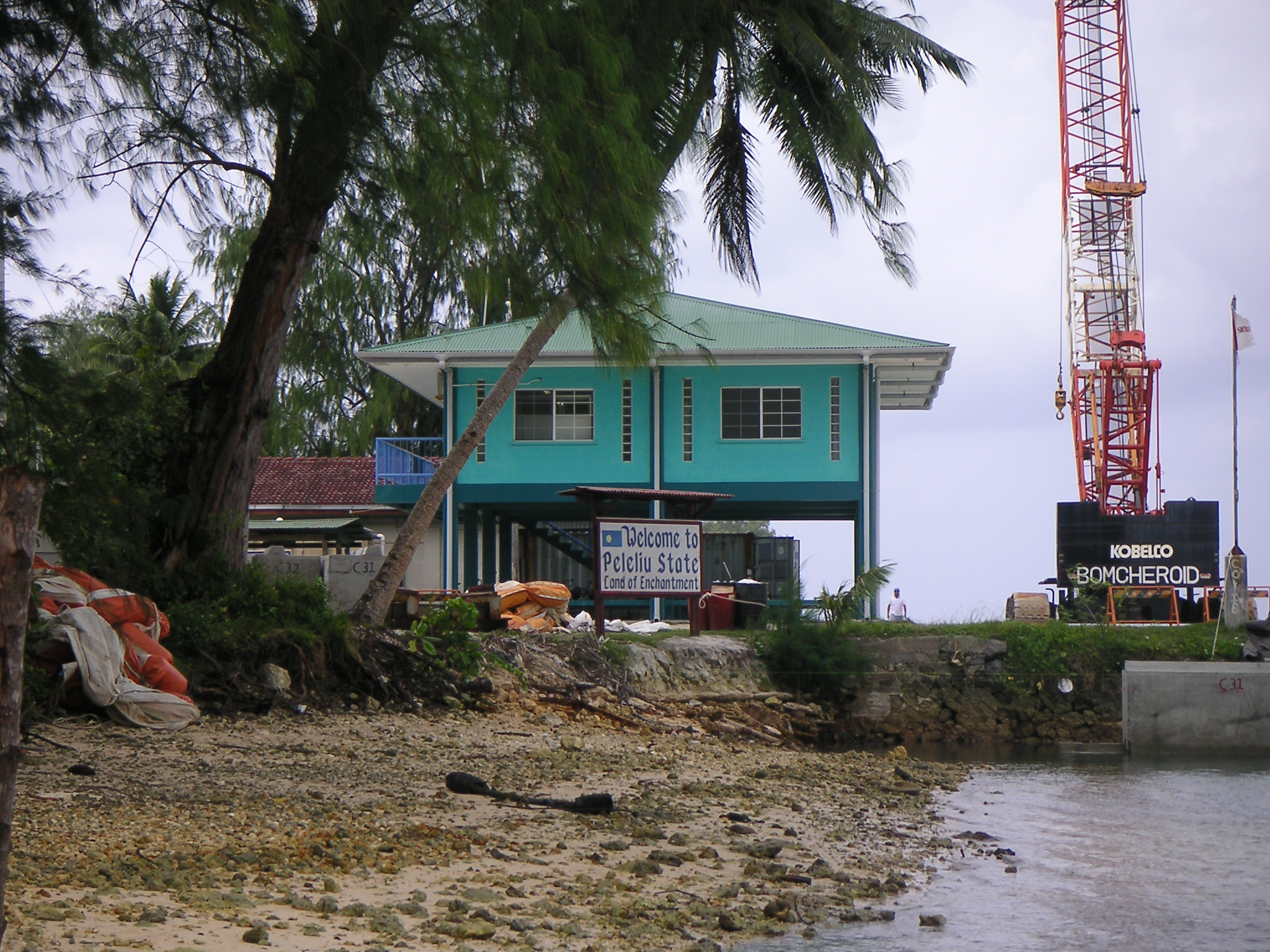
2006年10月のペリリュー島北ドック

クルルクベド（英語: Kloulklubed）はパラオのペリリュー島にある主要な集落。島の北端にあり、北海岸にも近い。
第2次世界大戦中、この村には日本軍の作戦本部が置かれ、今でも日本の通信基地の残骸が残っている。ペリリューの戦いの記念碑もこの村にある。
クルルクベドに関するこの他の特徴として、パラオの初代大統領ハルオ・レメリクと初代裁判長マモル・ナカムラの墓地があることが挙げられる。レメリクは1985年に暗殺され、ナカムラは1992年に心臓発作で亡くなった。2人ともペリリュー島生まれで、彼らの墓は村の中心、州政府庁舎の近くにある。